# 私聚百因縁集
『私聚百因縁集』（しじゅひゃくいんねんしゅう）九巻は、鎌倉中期の仏教説話集。147編の説話を収録。現存するのは承応2年（1653年）上村次郎右衛門開板の刊本のみで、その他写本等は伝わっていない。序に「愚勧住信集述」とあり、跋（偈）によれば、1257年（正嘉元年）、当時48歳の常陸国在住の法然門流に近い唱導僧住信（1210年 - 没年不詳）によって仏法唱導書として集記したとする。
構成は天竺（巻一 - 四）、唐土（巻五 - 六）、和朝（巻七 - 九）の3部に分けられ、これは三国構成と言われる。それぞれの説話の出典に関しては古来多くの探求がなされてきたが、高橋伸幸によって1993年に集約がなされたが以後も多くの研究者によって研究が行われている。

## 関係書籍
- 吉田幸一 編纂・発行『私聚百因縁集』上・中・下 1969-1970年 古典文庫 第265冊 第267冊 第272冊、影印

## 注・出典
1. ↑  第九巻末の跋に「凡ソ百因縁集ハ 束テ上中下ト為ス 諸ノ因縁ヲ聚スルニ類 一百四十七ナリ。愚勤住信等 四十八之歳、弥陀ノ願身ニ順イ 必ズ浄土ノ業ヲ成ス。秘ニ非ズ不秘ニ非ズ、但ダ人ノ演説ヲ為シ 因縁ヲ悟ラ令ル故ナリ。説ク人及ビ聞ク者 四恩並ビニ法界 同ク安楽国ニ生ジテ　共ニ大菩提ヲ證セン。時ニ歴正嘉元（年） 丁巳（1257年）七月中、常陸ニ於テ集記ス」（五言句による自跋）新日本古典籍総合データベース影印
2. ↑  高橋伸幸『「私聚百因縁集」所収説話の出典と同話(一覧表) (中世説話のコスモロジ-<特集>) -- (仏教説話の世界)』 国文学 解釈と鑑賞 至文堂58巻 12号 p.49-58 1993-12